# Rhodes (ville)
Pour les articles homonymes, voir Rhodes (homonymie).
Rhodes (en grec moderne : Ρόδος / Ródos) est le chef-lieu de la commune de l’île de Rhodes, île grecque du Dodécanèse dans la mer Égée en Grèce. C’est le chef-lieu du district régional et du dème homonymes, et avant 2010 de l'ancien nome du Dodécanèse ; avec une population de 56 440 habitants en 2021.

## Vieille ville de Rhodes
La vieille ville médiévale de Rhodes, son Collachium et ses fortifications du XIVe siècle des frères hospitaliers de l'ordre de Saint-Jean de Jérusalem, sont classés patrimoine mondial de l'UNESCO depuis 1988. Son colosse de Rhodes du IIIe siècle av. J.-C. est la sixième des Sept Merveilles du monde de l'Antiquité.

## Histoire
La cité antique de Rhodes est fondée en 408 av. J.-C. grâce au synœcisme de Lindos, de Camiros et de Ialyssos. Son célèbre plan en damier fut réalisé par Hippodamos de Milet. Pendant les guerres des Diadoques de la succession d'Alexandre le Grand, elle résista à un siège fameux par Démétrios Poliorcète en 305 av. J.-C., qu'elle commémora par l'édification du colosse de Rhodes, détruit 66 ans plus tard par un tremblement de terre de Rhodes de -226 (en). La cité de Rhodes déclina après la troisième guerre macédonienne, en raison de la concurrence du port franc de Délos à partir de 167 av. J.-C.. En 142 av. J.-C., un tremblement de terre la dévaste, et cent ans plus tard, ce seront les troupes de Cassius, pour la punir d'avoir soutenu Jules César. Rattachée à la province romaine d'Asie (Asie Mineure), la ville passe à l'Empire romain d'Orient lors du partage de l'Empire. C'est dans cette cité que Cicéron vient rencontrer Molon, pour devenir sénateur romain. Au Ier siècle, Paul de Tarse la visite, et elle devint le siège d'un évêché.

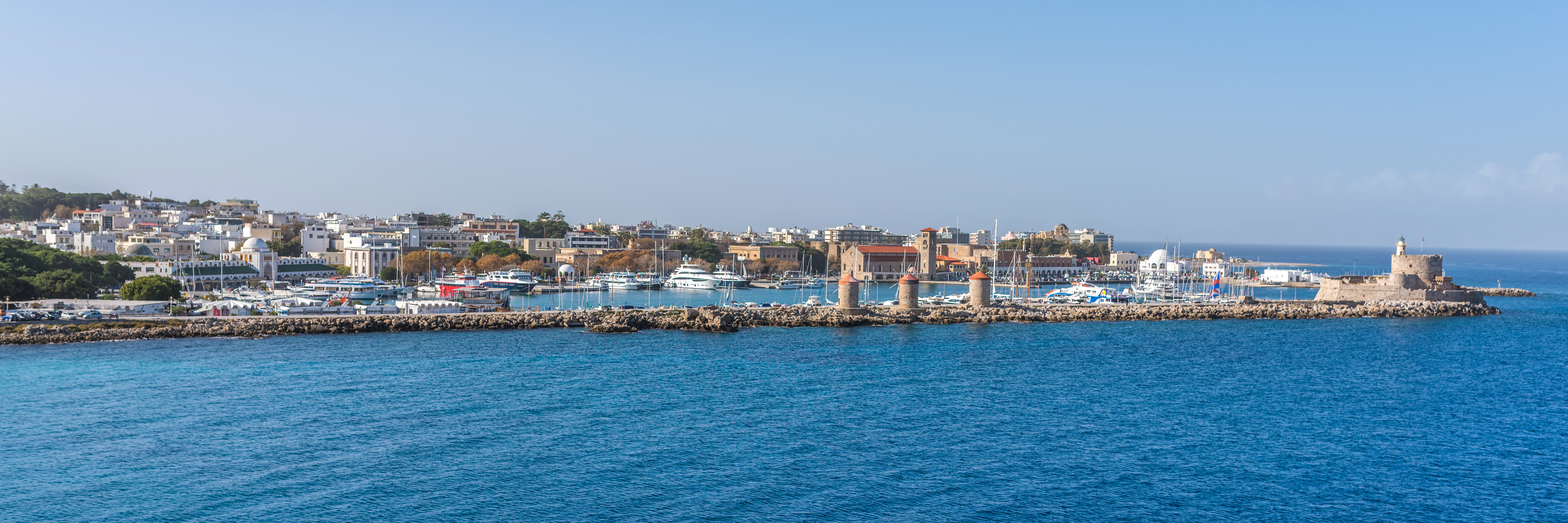
Vue panoramique du vieux port Mandraki de Rhodes
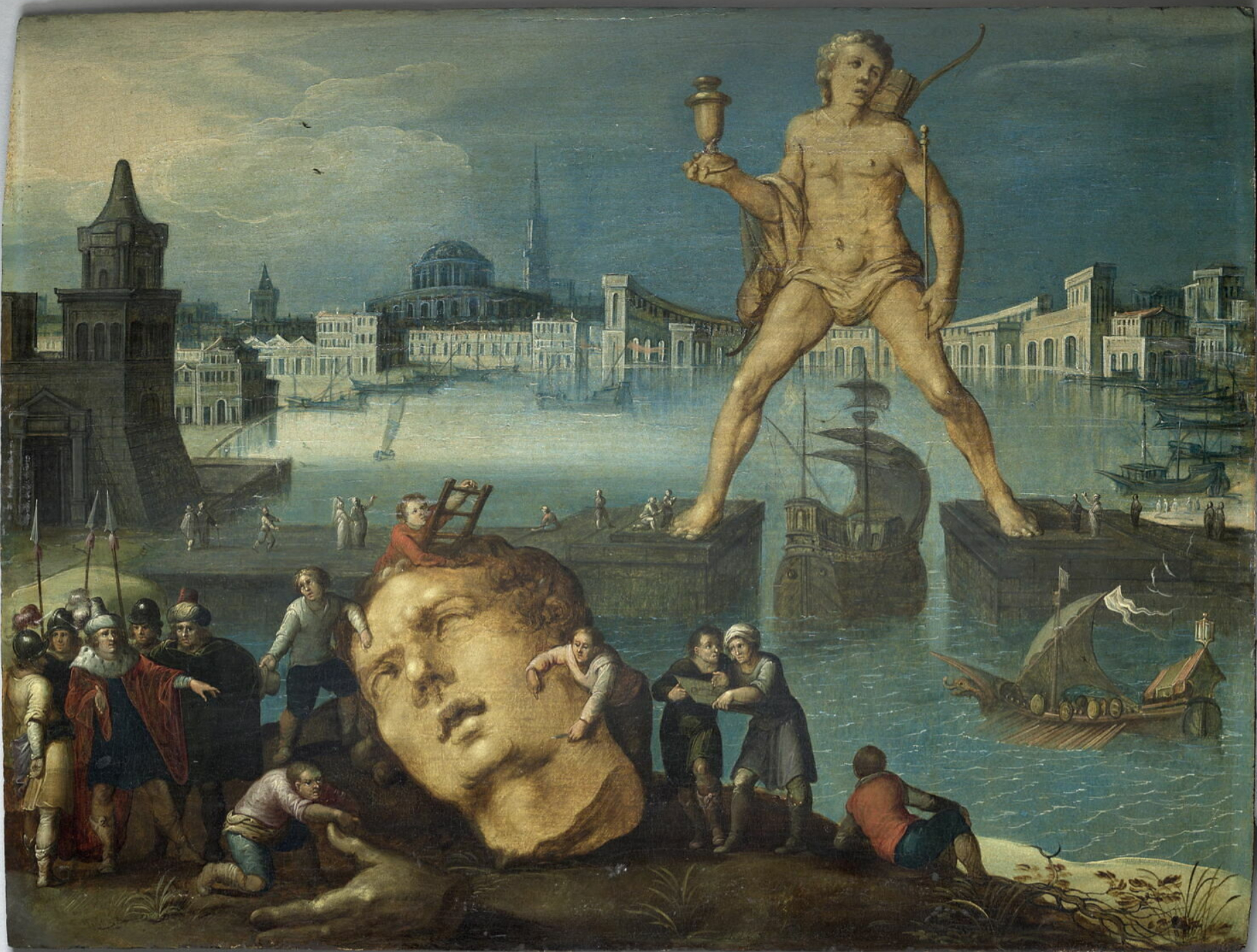
Le colosse de Rhodes

Attaquée par les Arabes sous Muʿāwiya en 654, elle fut occupée par eux en 673 et utilisée comme base pendant le premier siège de Constantinople en 674-678. Sa population grecque s'expatria alors sur le continent, en Anatolie. Après la paix de 678/9 entre l'Empire grec et le Califat omeyyade, la cité fut rendue à Byzance, ses habitants y revinrent, et elle fut rattachée au thème des Cibyrrhéotes.

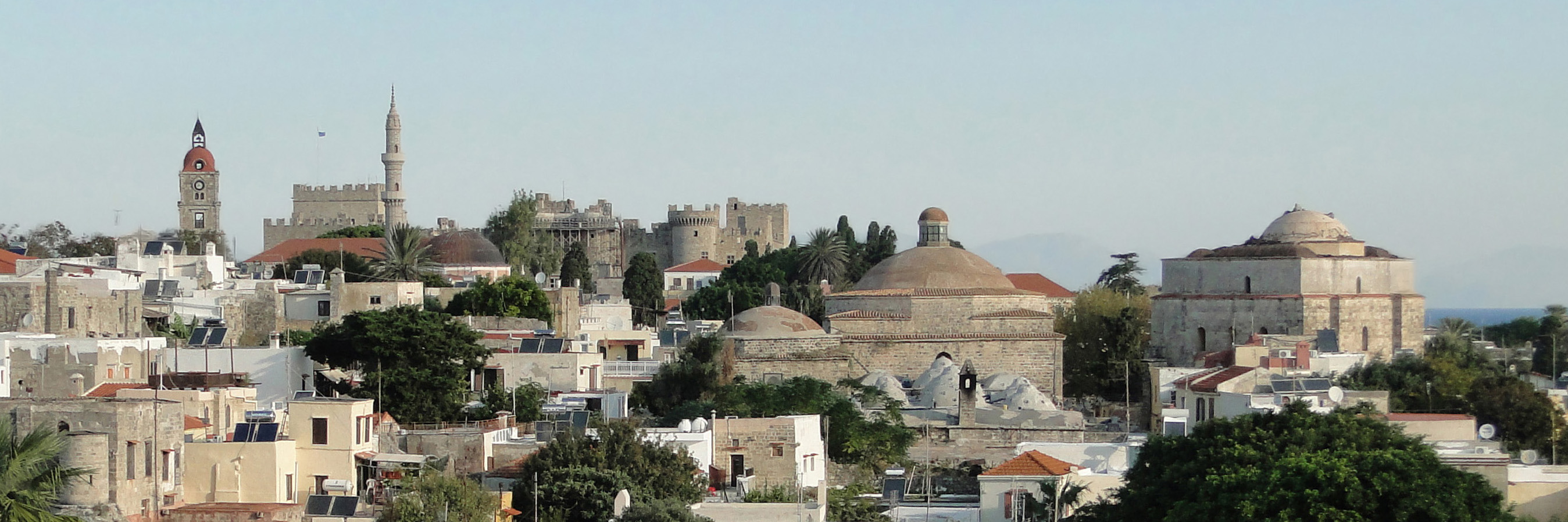
La cité médiévale de Rhodes avec le palais des grands maîtres au fond.

Après la prise de Constantinople par les croisés en 1204 et la dislocation de l'empire byzantin, l'archonte local Léon Gabalas fait de la cité la capitale de l'État indépendant de Rhodes. En 1243, son frère Jean Gabalas lui succède. Les Génois envahissent Rhodes en 1248 mais en sont chassés deux ans plus tard par les Byzantins.

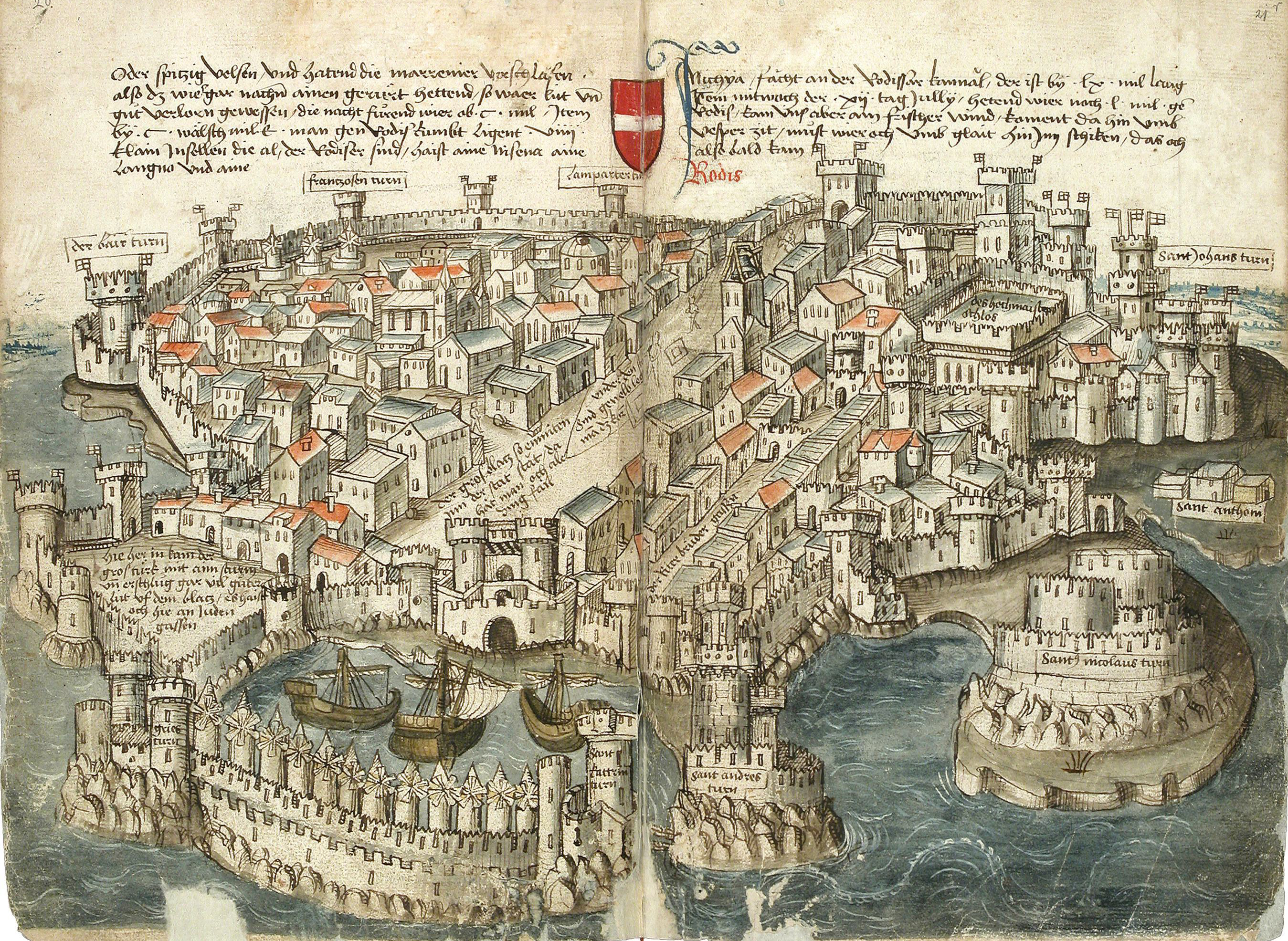
Vieille ville médiévale, Collachium et fortifications de Rhodes (1487).

Après l'expulsion des croisés de Terre sainte (1291), l'ordre de Saint-Jean de Jérusalem s'installe à Chypre avant de conquérir l'île de Rhodes entre 1306 et 1310. La ville devint le siège de l'ordre de Saint-Jean de Jérusalem durant plus de deux siècles, jusqu'en 1522. L'ordre ceint la ville de ses impressionnants remparts, toujours existants à ce jour. Dans la partie basse de la cité médiévale, le Collachium, les Hospitaliers édifièrent le palais des grands maîtres et les « auberges hospitalière », résidences organisées par langues et servant aux frères hospitaliers venus d'Occident. L'Auberge de la Langue de France située sur la rue des Chevaliers a été restaurée par Albert Gabriel à partir de 1910.
La cité hospitalière résista à un premier siège ottoman en 1480, mené par Mehmed II, avant de tomber aux mains des Turcs de Soliman le Magnifique le 20 décembre 1522, après un siège de cinq mois, mais durant les 390 années de domination ottomane, la population grecque rhodienne reste sous la protection du patriarche grec de Constantinople selon le système des milliets en vigueur dans l'Empire ottoman.
Le 4 mai 1912, l'Italie devient maîtresse de la ville (Dodécanèse italien) : le général Giovanni Ameglio commande les troupes italiennes et ne rencontre pas de résistance sérieuse. À partir de 1936, le régime fasciste italien sur l'île se fait plus pesant : en 1938, les lois raciales fascistes sont appliquées, notamment au détriment des trois communautés juives locales, la grecque, la séfarade et la turque.
En automne 1943, après la bataille de Rhodes, alors que l'Italie se retire de la Seconde Guerre mondiale, les britanniques tentent de s'emparer de Rhodes et bombardent la cité que les Allemands occupent depuis l'été sous le commandement du général Ulrich Kleemann, qui y reste jusqu'en novembre 1944 et en profite pour déporter la plupart des Juifs rhodiens à Auschwitz où ils sont exterminés.
Libérée par les britanniques, la ville devient grecque en 1946 avec tout le Dodécanèse.

### Les fortifications de la citadelle
La vieille cité byzantine fut agrandie et fortifiée par les chevaliers de Saint-Jean au XIVe siècle et XVe siècle, délimitant la ville médiévale. Le système de défense était très complexe, comprenant onze portes, chicanes, meurtrières, pont-levis ainsi que de nombreux bastions et plusieurs rangées de murailles protégées par de larges douves sèches. Les murailles furent munies de bastions et de tours de guet. Le bastion de saint Georges a une forme polygonale ; celui du « Carretto » est circulaire. Dans les remparts s’ouvrent quelque onze portes, parmi lesquelles la porte d'Amboise et la porte de saint Athanase par laquelle Soliman le Magnifique fit son entrée dans la cité en 1522. La porte Marine, sur le front de mer, est ornée de deux tours crénelées.
L'ensemble de l'enceinte fortifiée fait 800 m sur 1000 m pour un périmètre de 4 km², permit de résister à des sièges importants dont celui du Sultan d'Égypte en 1444 et de Mehmet II en 1480. Conservé et entretenu par les Turcs après le XVe siècle et restauré au XXe siècle, cet ensemble forme une des plus grandes places fortes médiévales d'Europe.

### Les remparts et les douves
Les remparts forment une enceinte de 4 km de long et épaisse de 5,30 m à 12 m à certains endroits. Chef-d’œuvre d’architecture militaire, ils furent commencés vers le milieu du XIVe siècle sur le tracé des précédents, reconstruits après le siège turc de 1480 et après le tremblement de terre de l’année suivante. Lors du second siège des Turcs, la défense des différentes sections des remparts fut confiée sous la responsabilité des différentes langues désignant ainsi les sept prieurés nationaux composant l'Ordre des Chevaliers. Quant aux douves, d'une largeur de 30 m à 45 m et d'une profondeur de 15 à 20 m et entièrement sèches puisqu'elles sont situées au-dessus du niveau de la mer, elles contiennent encore aujourd'hui une centaine de boulets de pierre tirés par les Ottomans en 1522.

### Auberges des Langues

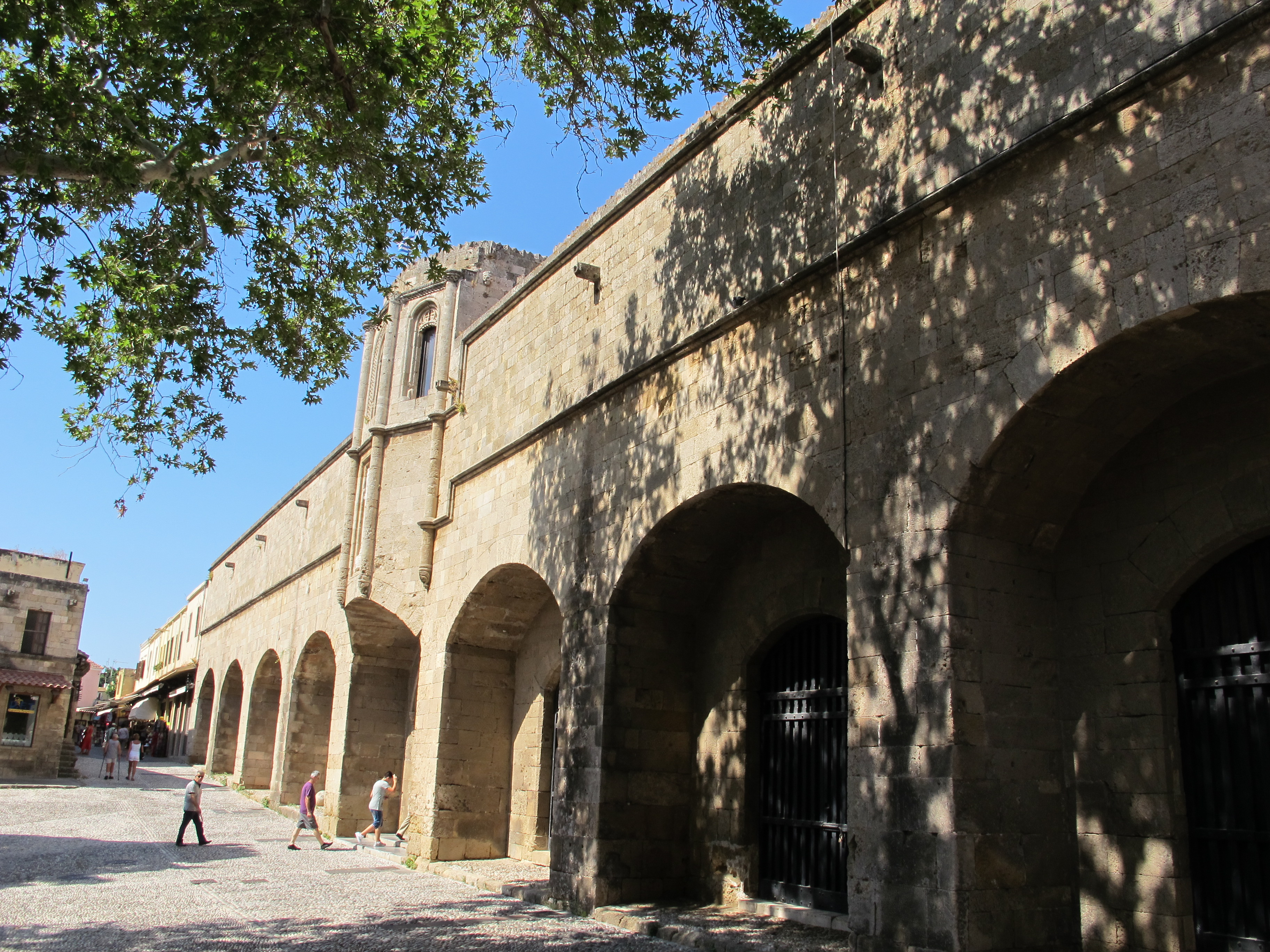
L'hospice des chevaliers (hôpital des Chevaliers) actuel musée archéologique de Rhodes.

« Collachio » est le nom du quartier fortifié du Collachium, qui hébergeait les « auberges des Langues » ou auberges hospitalières, là où résidaient les chevaliers de Rhodes, et les édifices publics des Hospitaliers.

### Hospice des chevaliers
L'hospice des chevaliers (hôpital des Chevaliers) est un édifice du XVe siècle, restauré dans les années de la domination italienne, abrite aujourd’hui le musée archéologique de Rhodes.

### Le palais de l'Armurerie
Le palais de l’Armurerie est un édifice du XIVe siècle destiné au repos après hospitalisation. Aujourd’hui il héberge le musée des arts décoratifs de Rhodes.

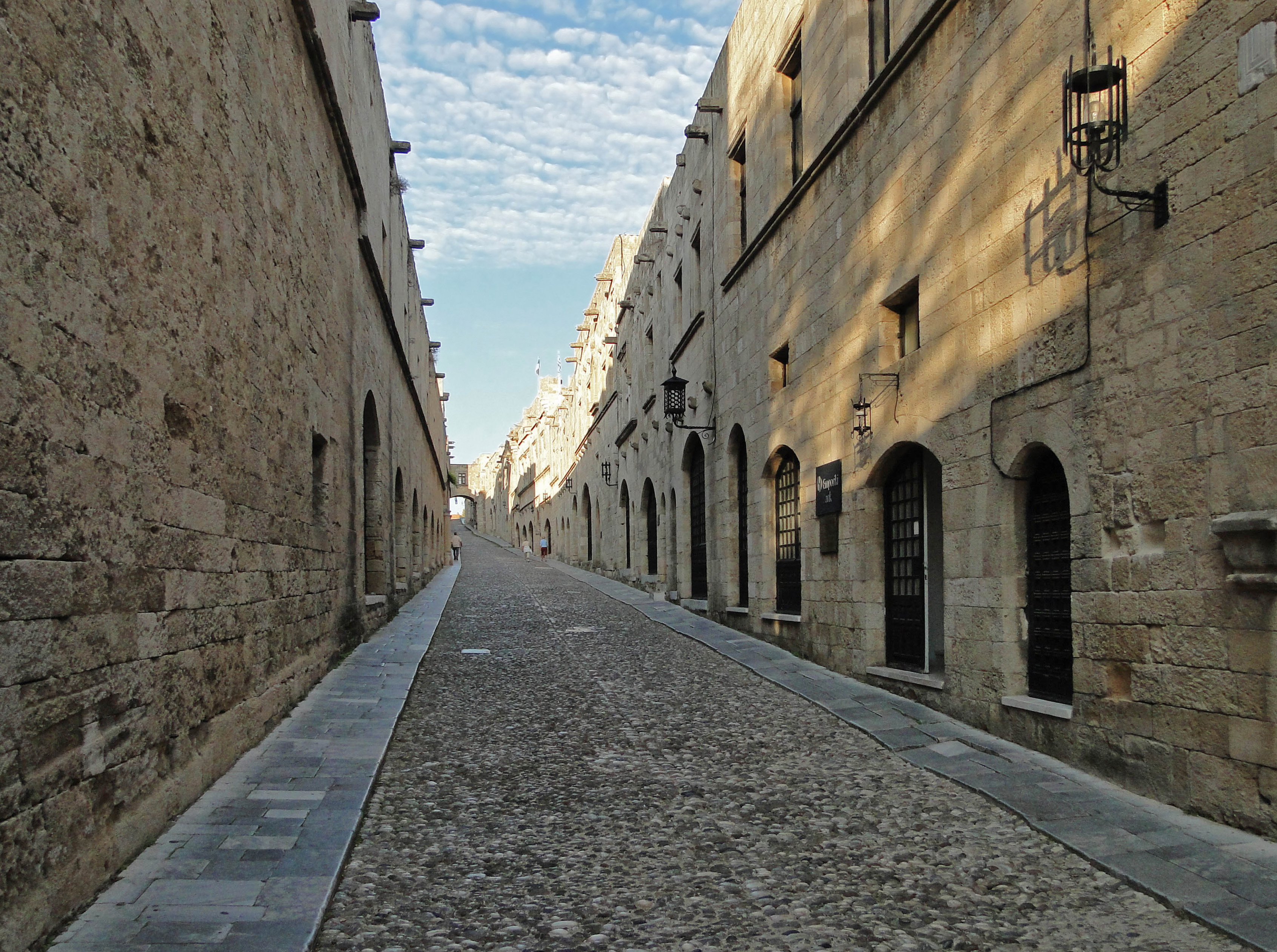
La rue des chevaliers à Rhodes.

### Rue des Chevaliers
La rue des Chevaliers (en grec : odòs Ippotòn) est la via la plus populaire de Rhodes le long de laquelle les auberges des Langues étaient situées. Les chevaliers de l'ordre de Saint-Jean de Jérusalem était divisé par Langues, au temps où il n'existait pas encore le concept de nation. Les auberges servaient d’hébergement aux chevaliers, qui étaient de passage à Rhodes. La « rue des Chevaliers » débute vers l'hospice des chevaliers, puis l’on trouve l’auberge d'Italie, le palais du grand maître, l'auberge de France, l'auberge d'Espagne et l’auberge de Provence. La rue se termine devant un grand portail gothique, qui relie le palais du grand maître avec l’église de Saint Jean, aujourd’hui détruite.

### Palais des grands maîtres

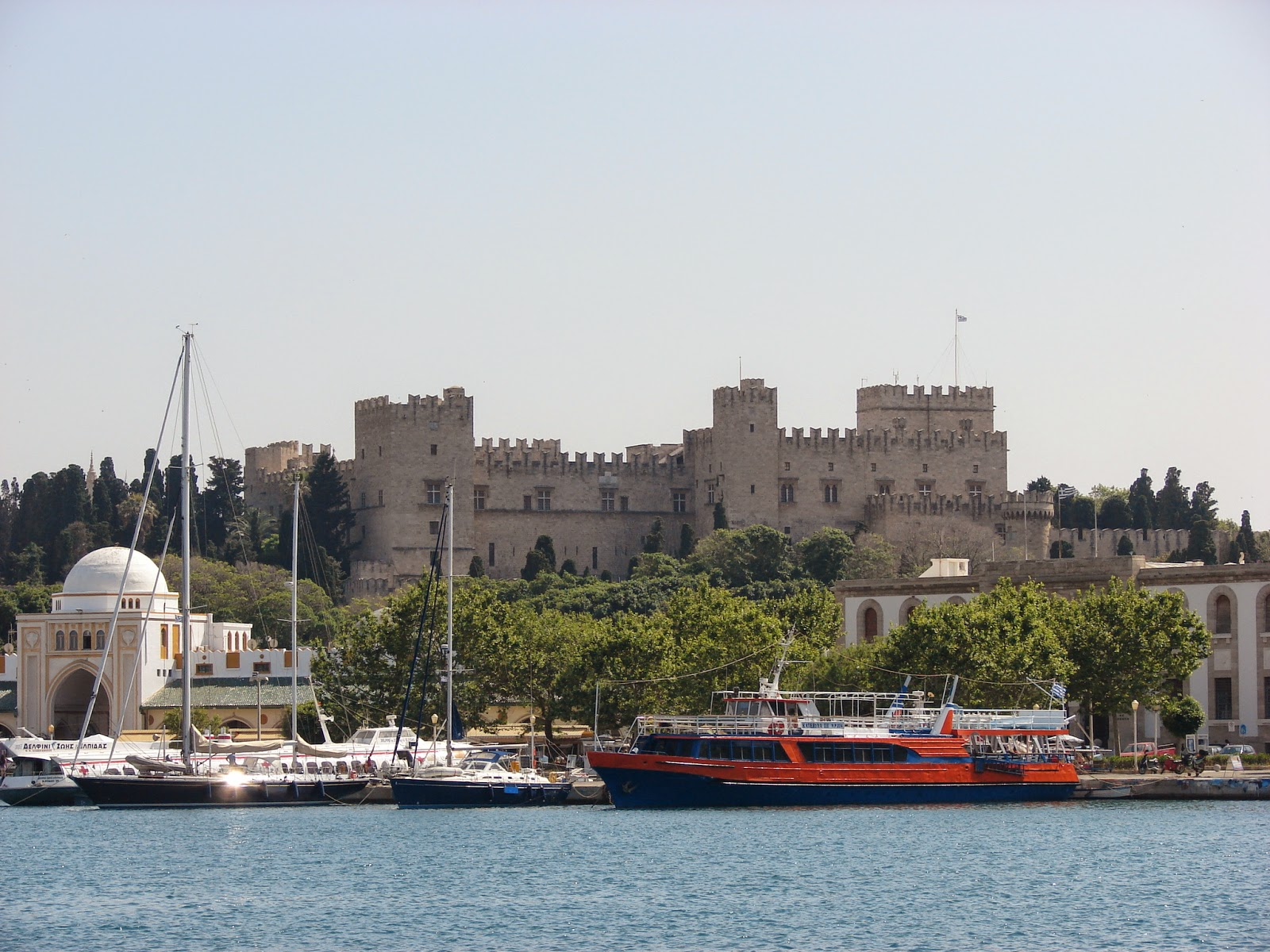
Le palais des grands maîtres.

Le palais des grands maîtres est construit au XIVe siècle, puis transformé en prison dans la période ottomane ; il est détruit en 1856 par l'explosion d'une poudrière logée dans l'église de saint Jean, qui s’élevait dans la partie opposée de la place. Il est reconstruit pendant les années de la domination italienne ; la reconstruction s’achève en 1940, peu avant que les Italiens ne quittent l’île. L'entrée avec son imposante tour est l’un des d'éléments originaux. Son intérieur comporte une grande cour avec des portiques luxueusement décorés. Dans un angle de la rue des Chevaliers se trouve l'hospice des Chevaliers, le premier à Rhodes, dont la construction dura de 1440 à 1489 ; aujourd’hui c’est le siège du musée archéologique.

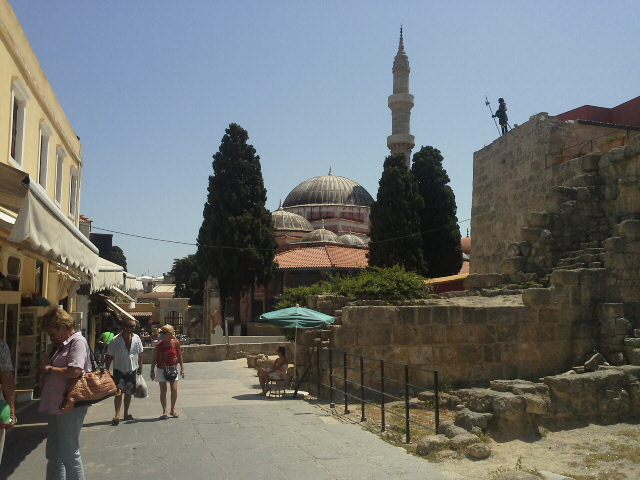
Mosquée Süleymaniye de Rhodes

### Mosquée de Soliman
La mosquée est érigée en l’honneur de Soliman le Magnifique après la prise de la ville en 1522. L'édifice est reconstruit en 1808. La particularité de l'édifice est son crépi rose intense, l'intérieur est caractérisé par une grande sobriété. La mosquée est encore utilisée aujourd’hui comme lieu de culte par la communauté turque, mais fermée en général.

## Population
| 1951   | 1961   | 1971   | 1981   |
| ------ | ------ | ------ | ------ |
| 24 280 | 28 119 | 33 100 | 41 425 |

| 1991   | 2001   | 2011   | 2021   |
| ------ | ------ | ------ | ------ |
| 43 558 | 53 709 | 49 541 | 56 440 |

## Transports

### Transport aérien

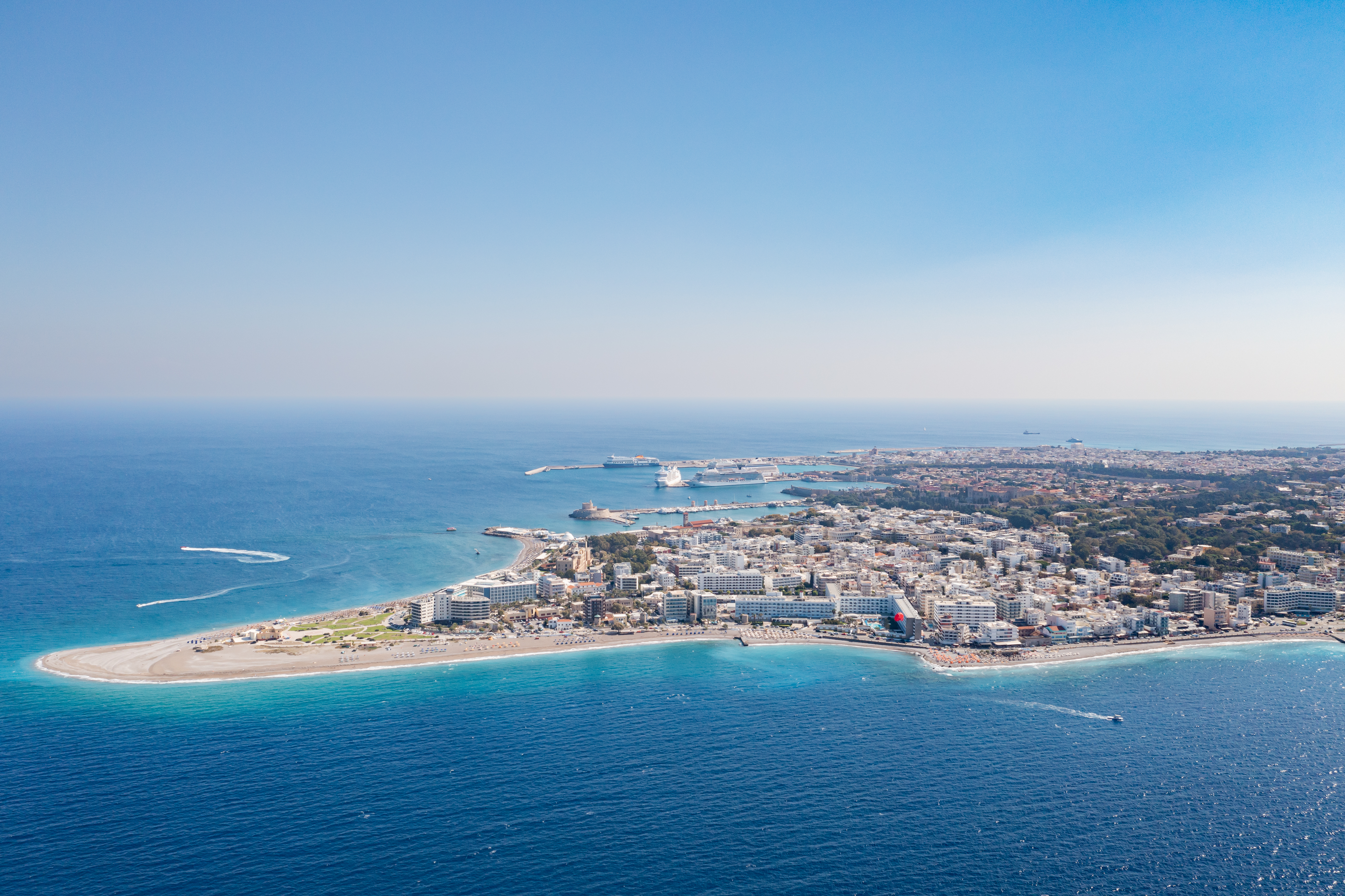
Vue aérienne de Rhodes

La ville de Rhodes et l'île de Rhodes sont desservies par l'aéroport de Rhodes, situé à 14 kilomètres au sud-ouest de la ville.
L'aéroport assure des vols vers tous les autres grands aéroports grecs et vers Chypre tout au long de l'année. Pendant la saison touristique, des vols internationaux relient l'île à de nombreuses villes européennes ainsi qu'à Israël, l'Égypte et le Liban.

### Transports routiers
Rhodes est sur la route nationale EO95 (Rhodes–Lindos).

## Galerie de photos

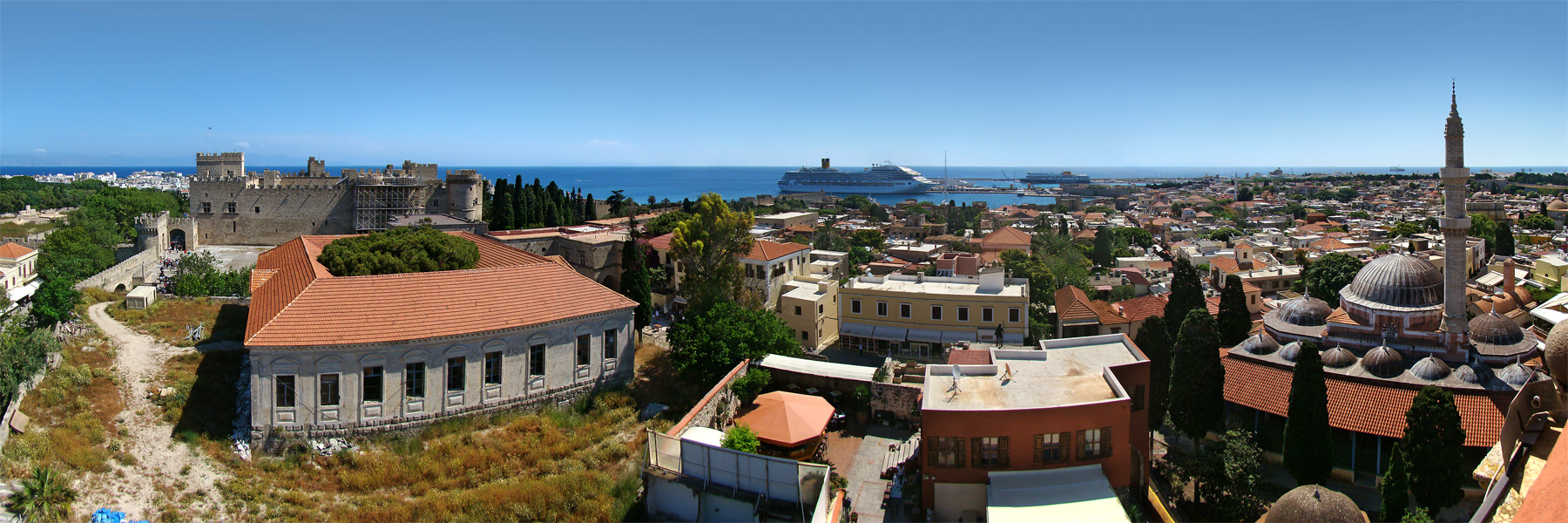
Vue panoramique depuis la tour de l'horloge
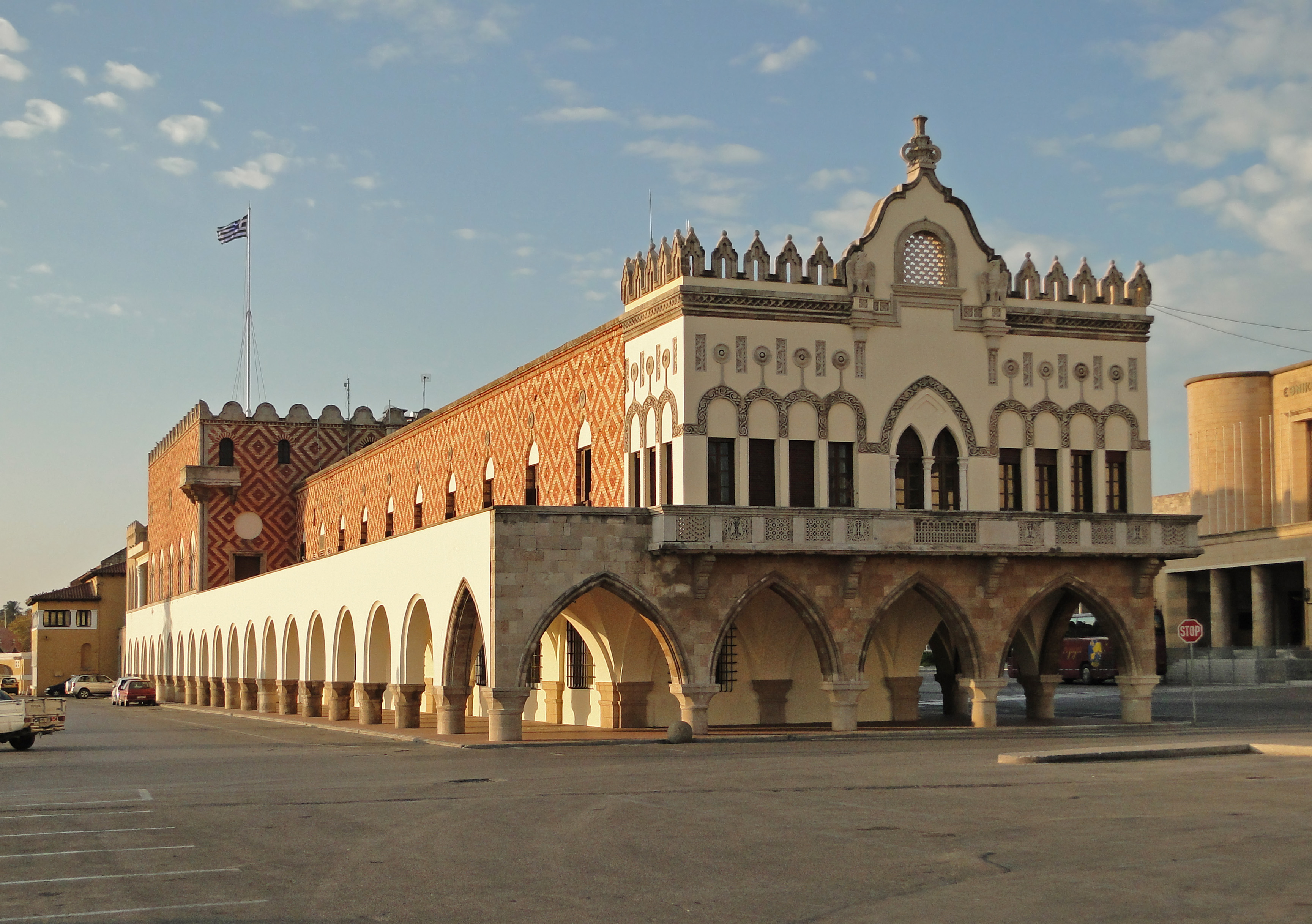
Palais du Gouverneur
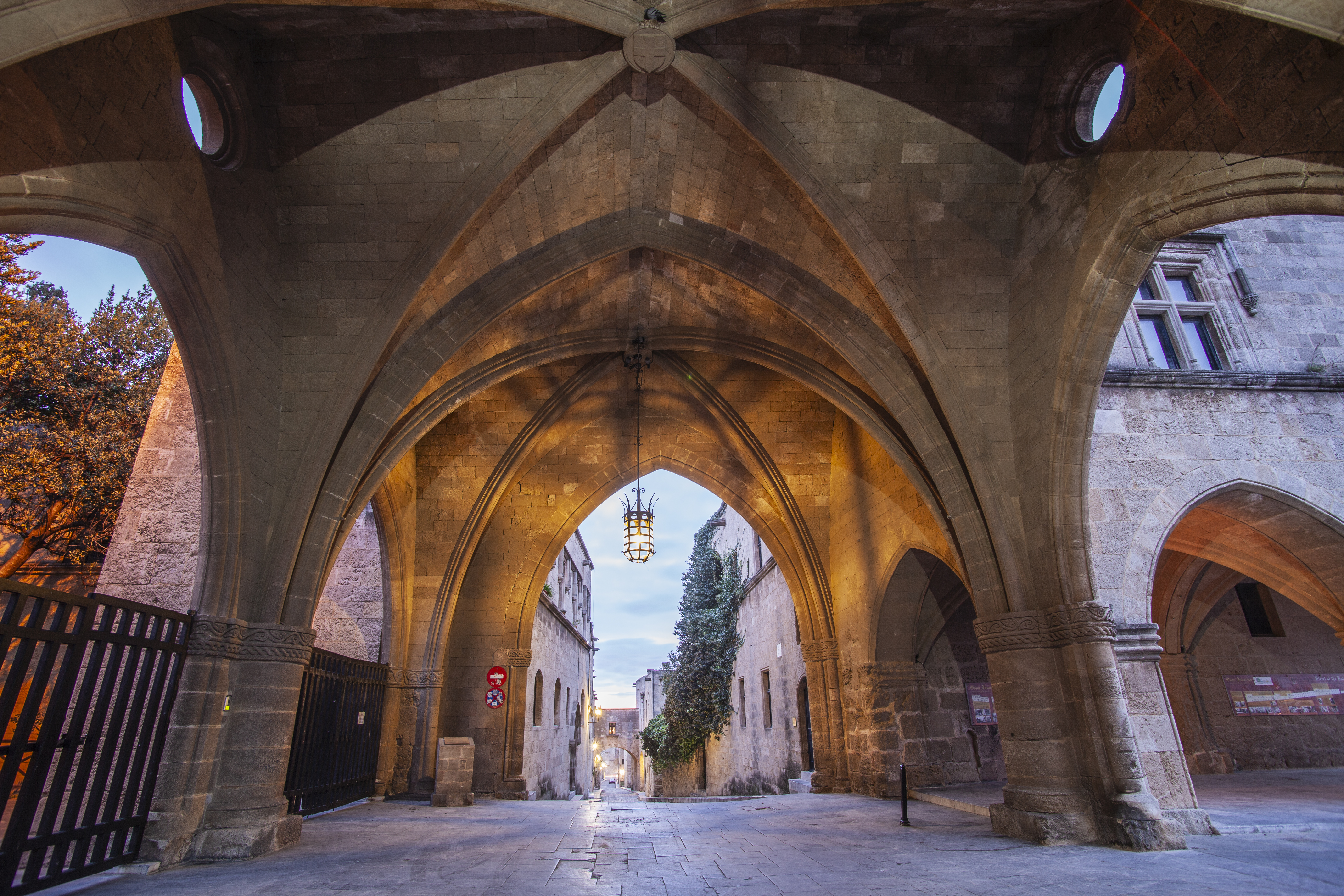
Rue des chevaliers
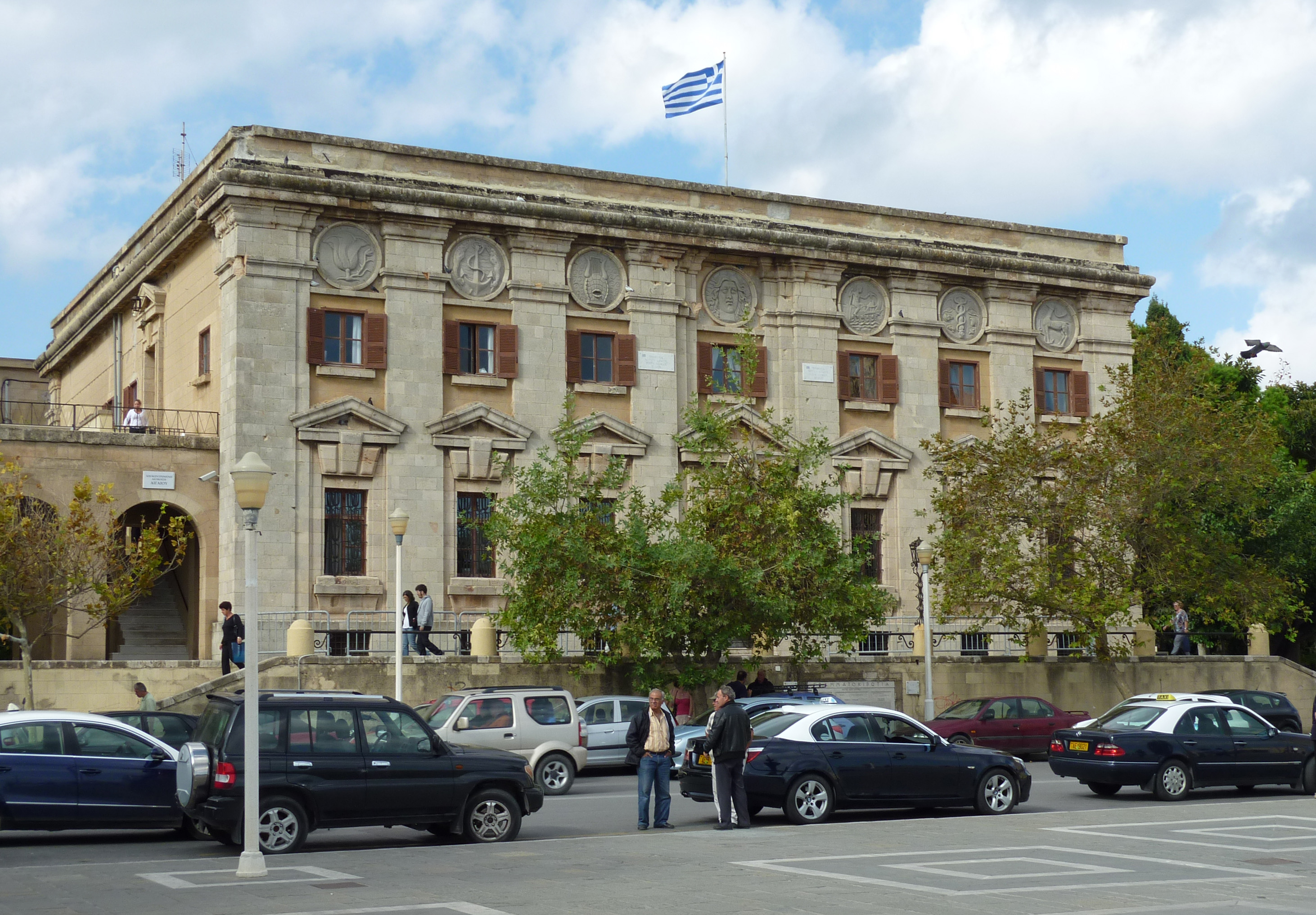
Palais des Postes
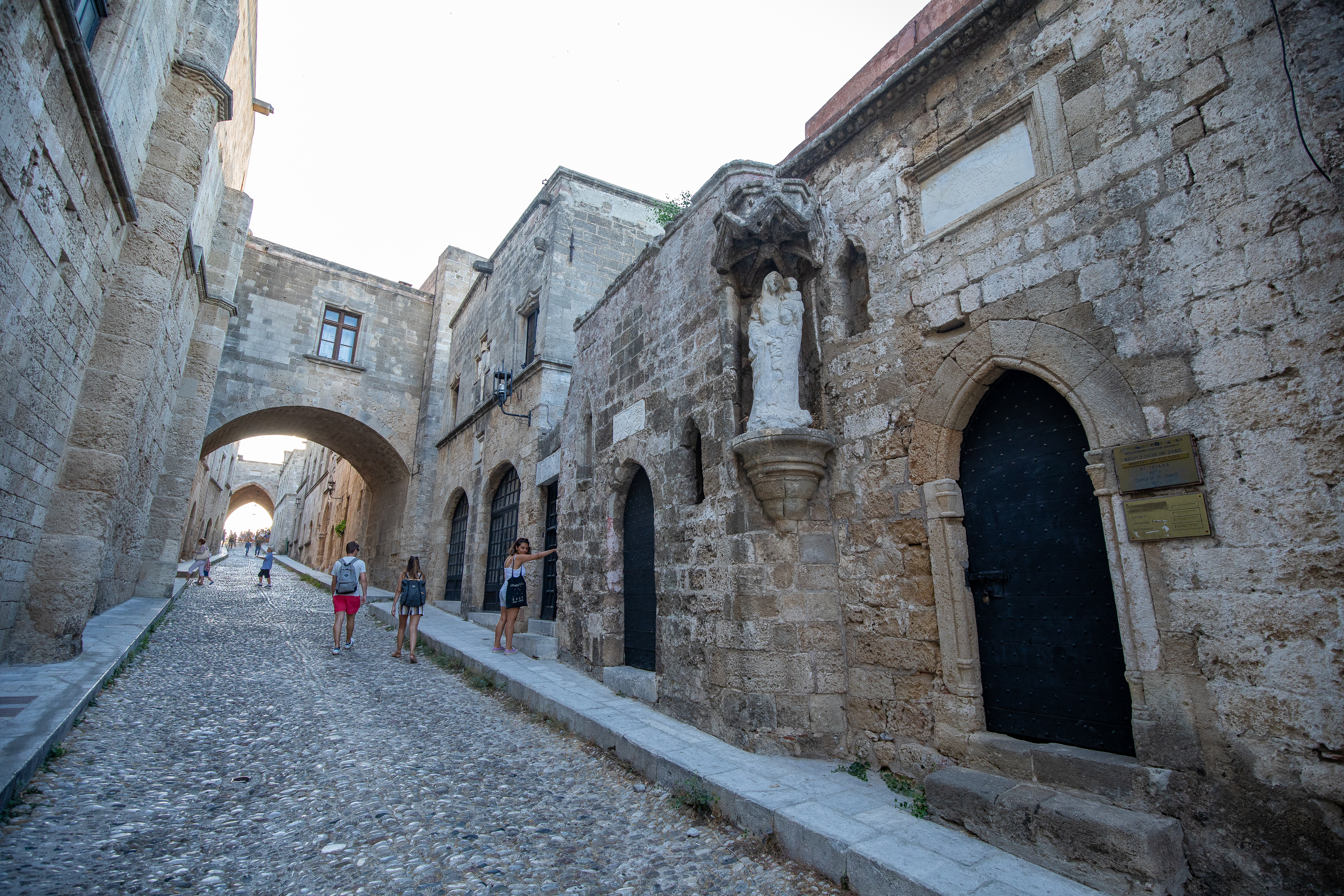
Auberge d’Italie
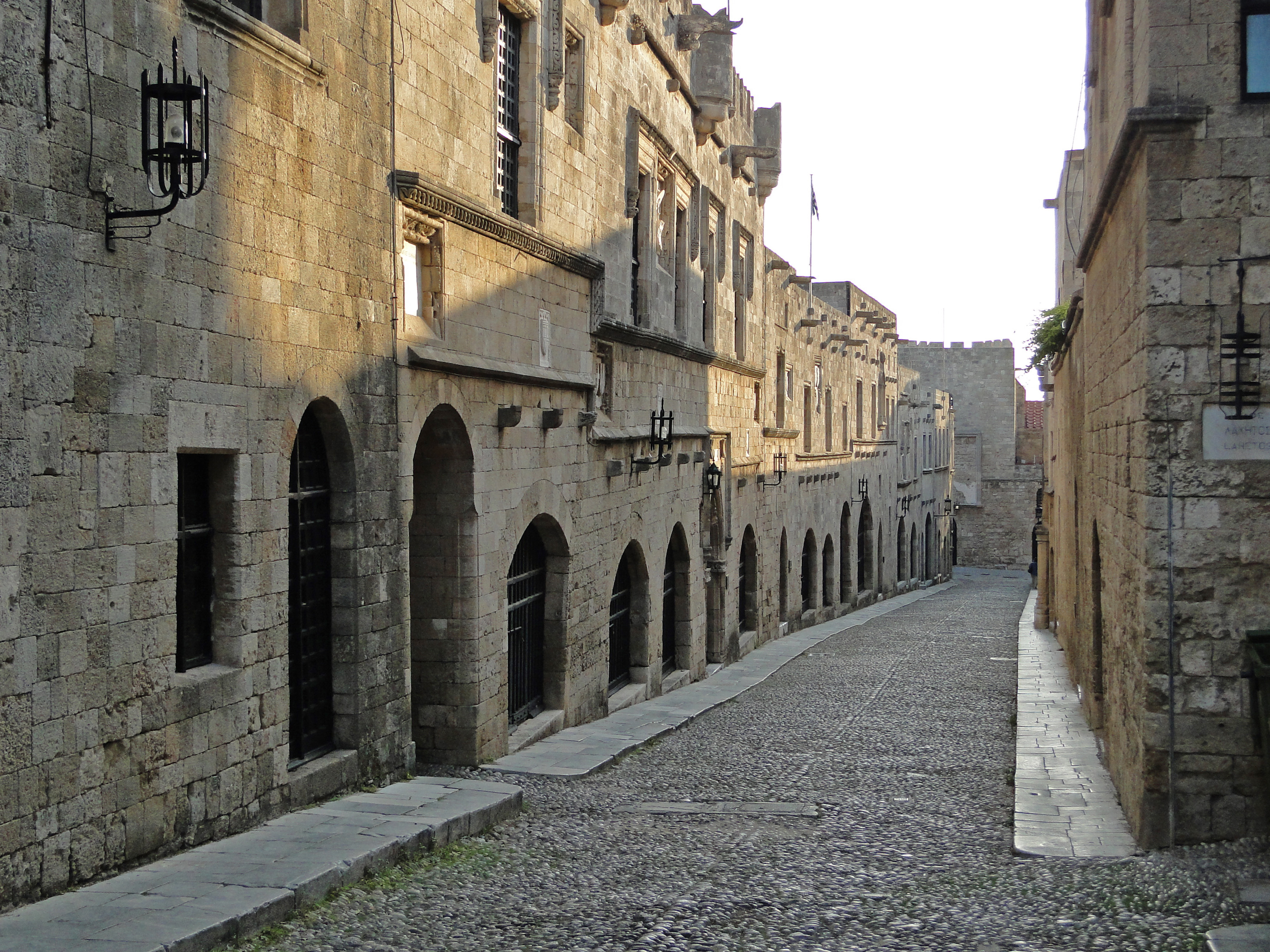
Auberge de France
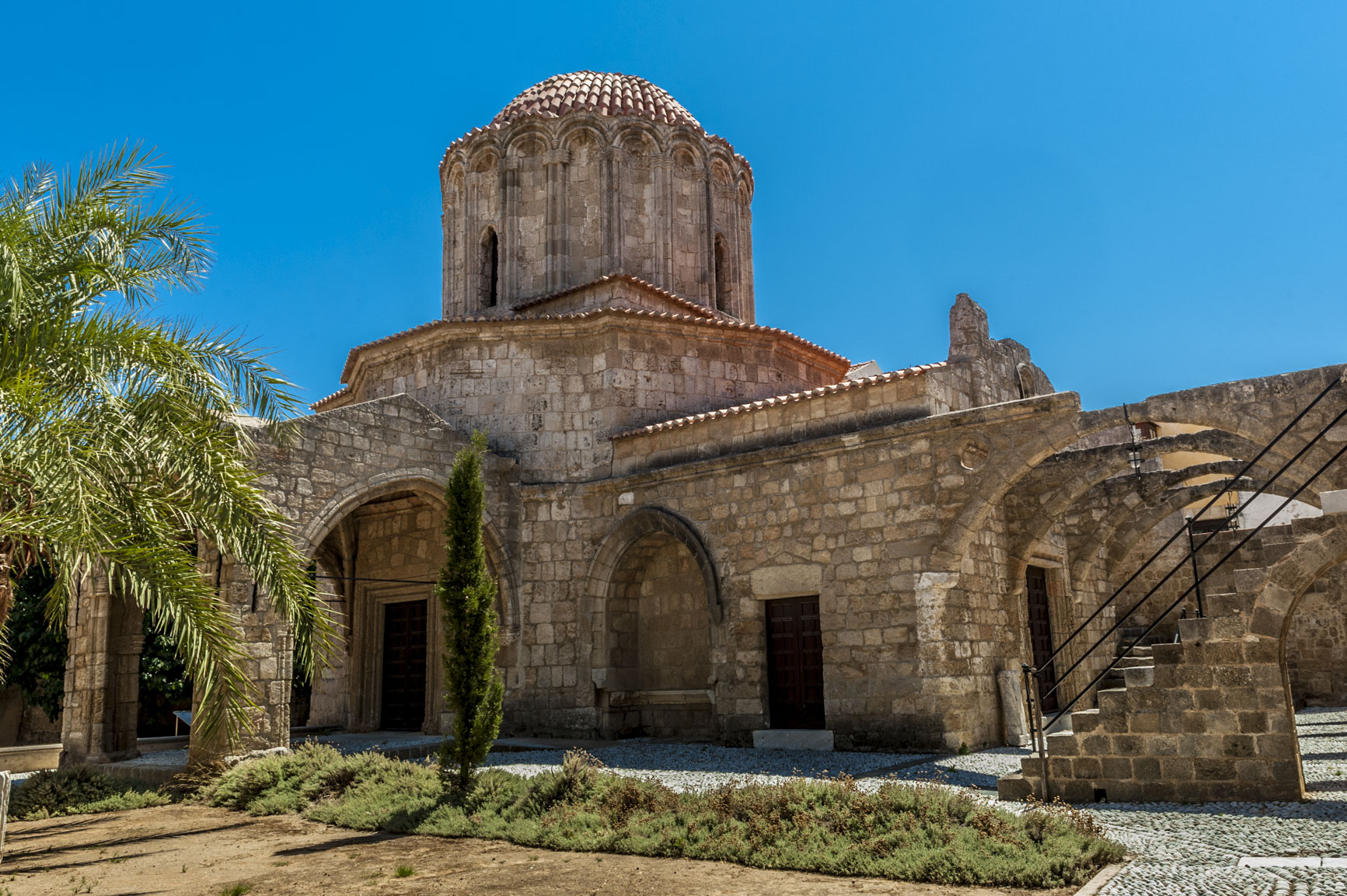
Église saint Georges
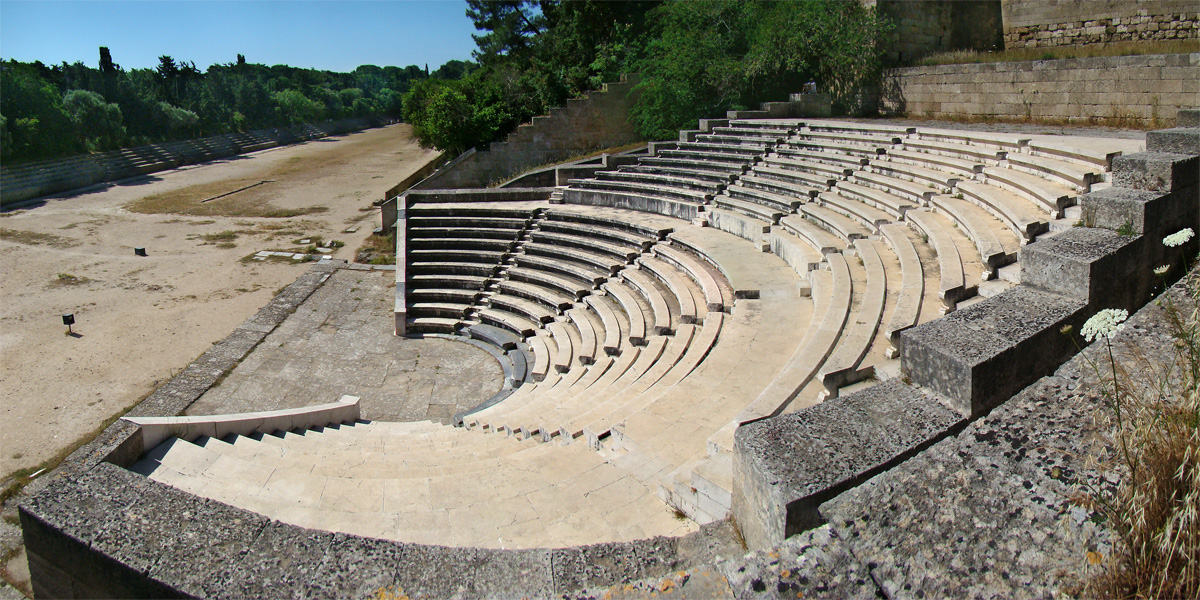
Théatre antique de l'acropole
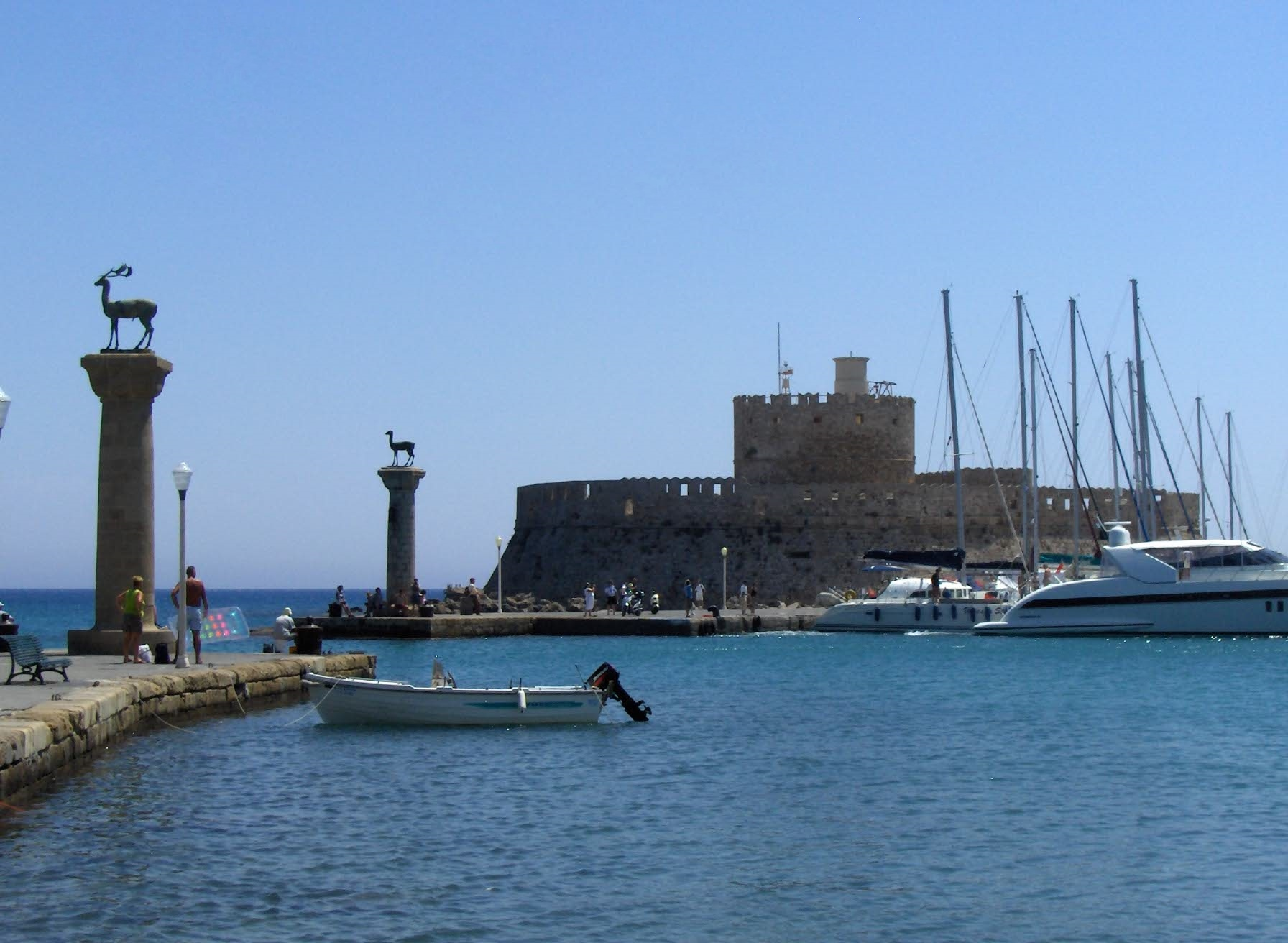
Forteresse Saint-Nicolas du port Mandraki
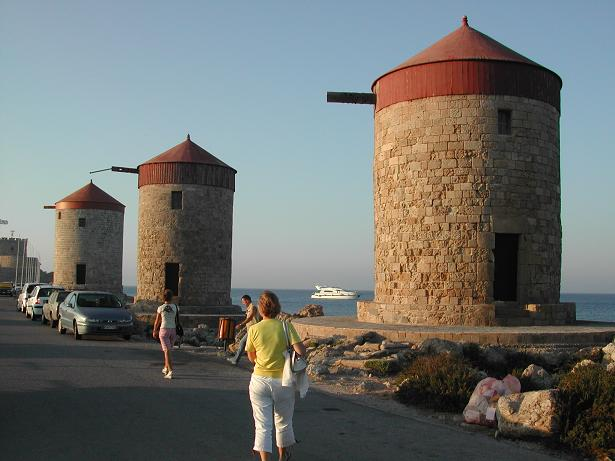
Les trois moulins à vent d’époque byzantine
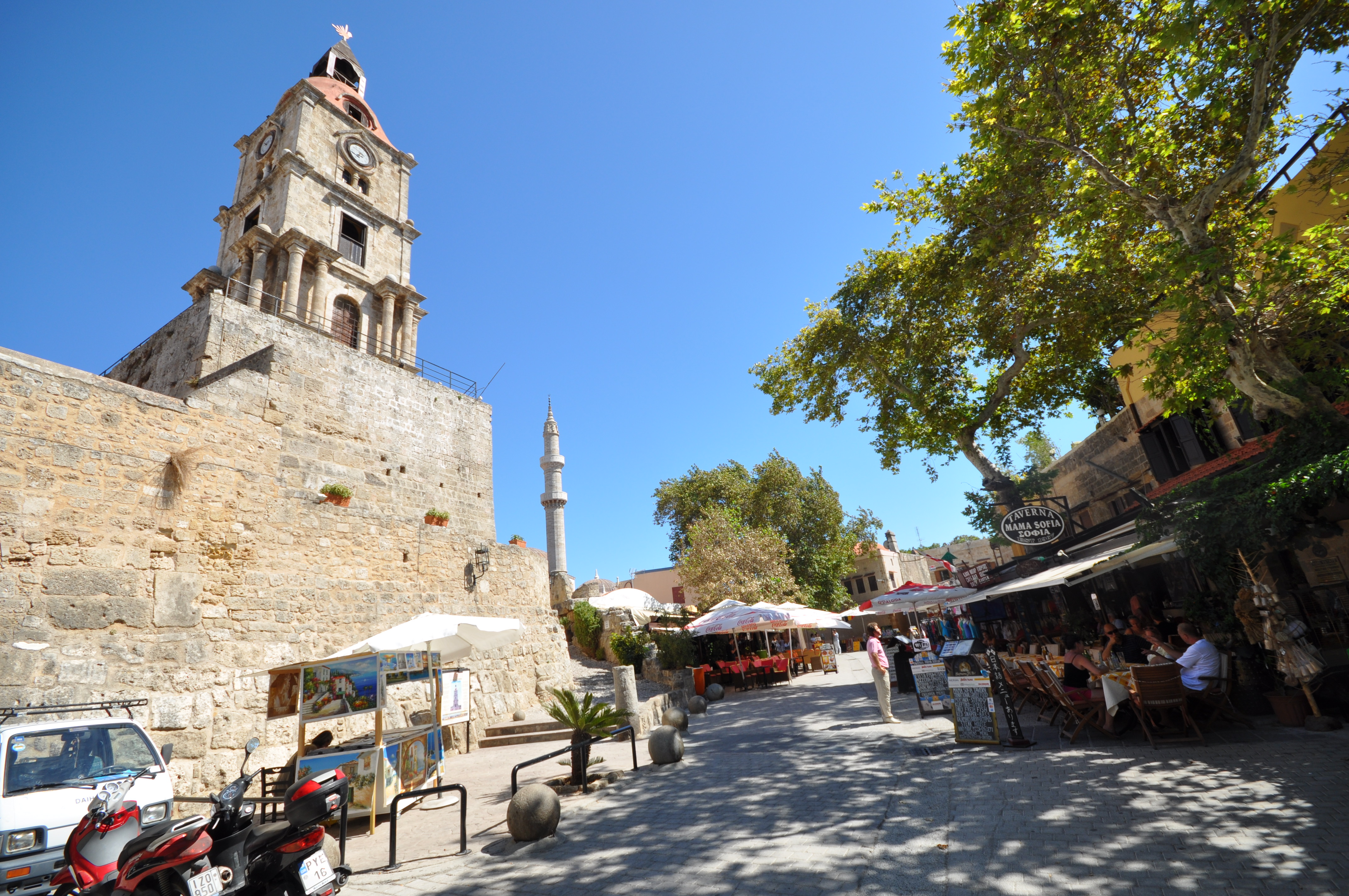
Tour de l'Horloge
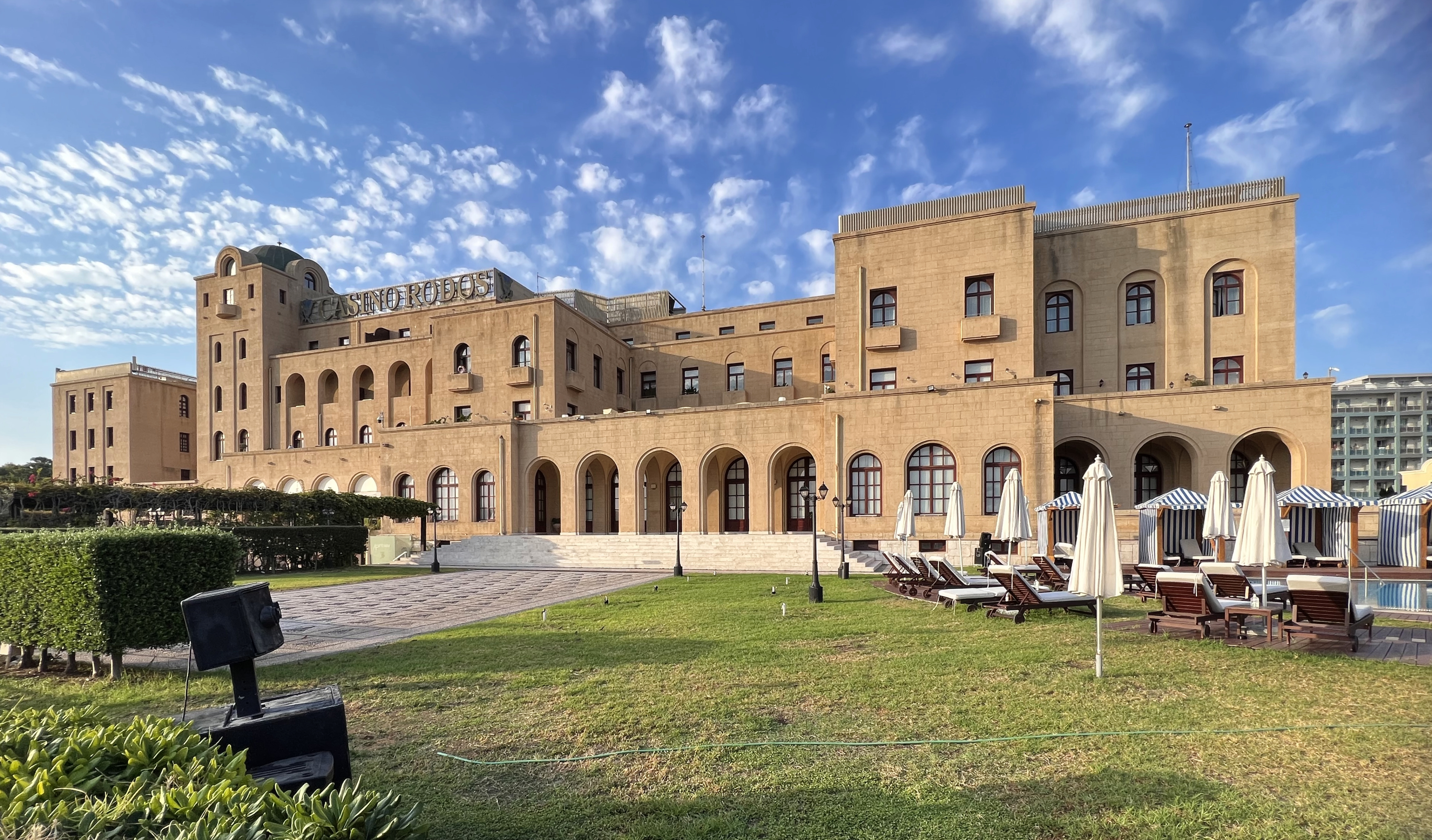
Hôtel des Roses
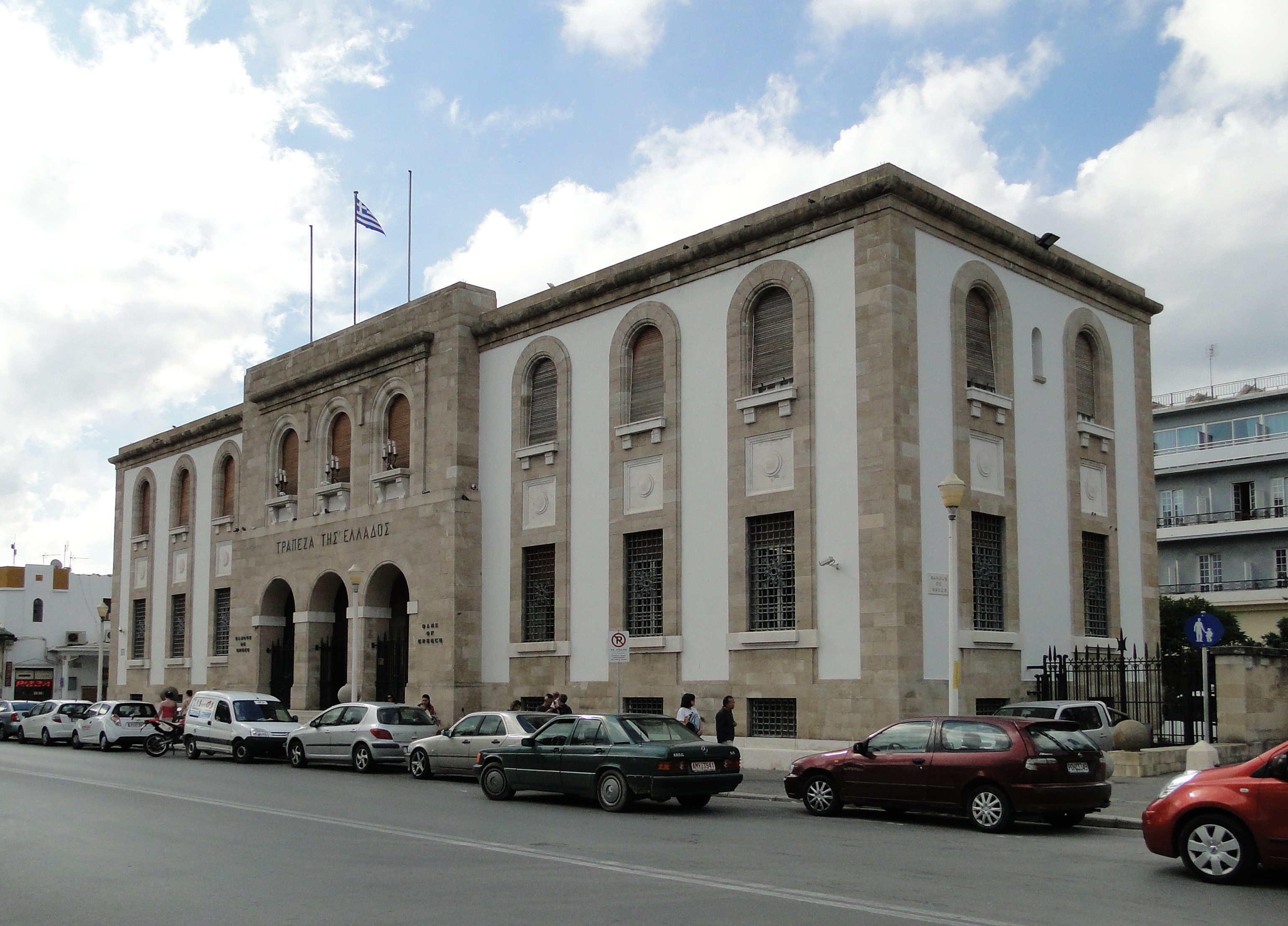
Banque de Grèce
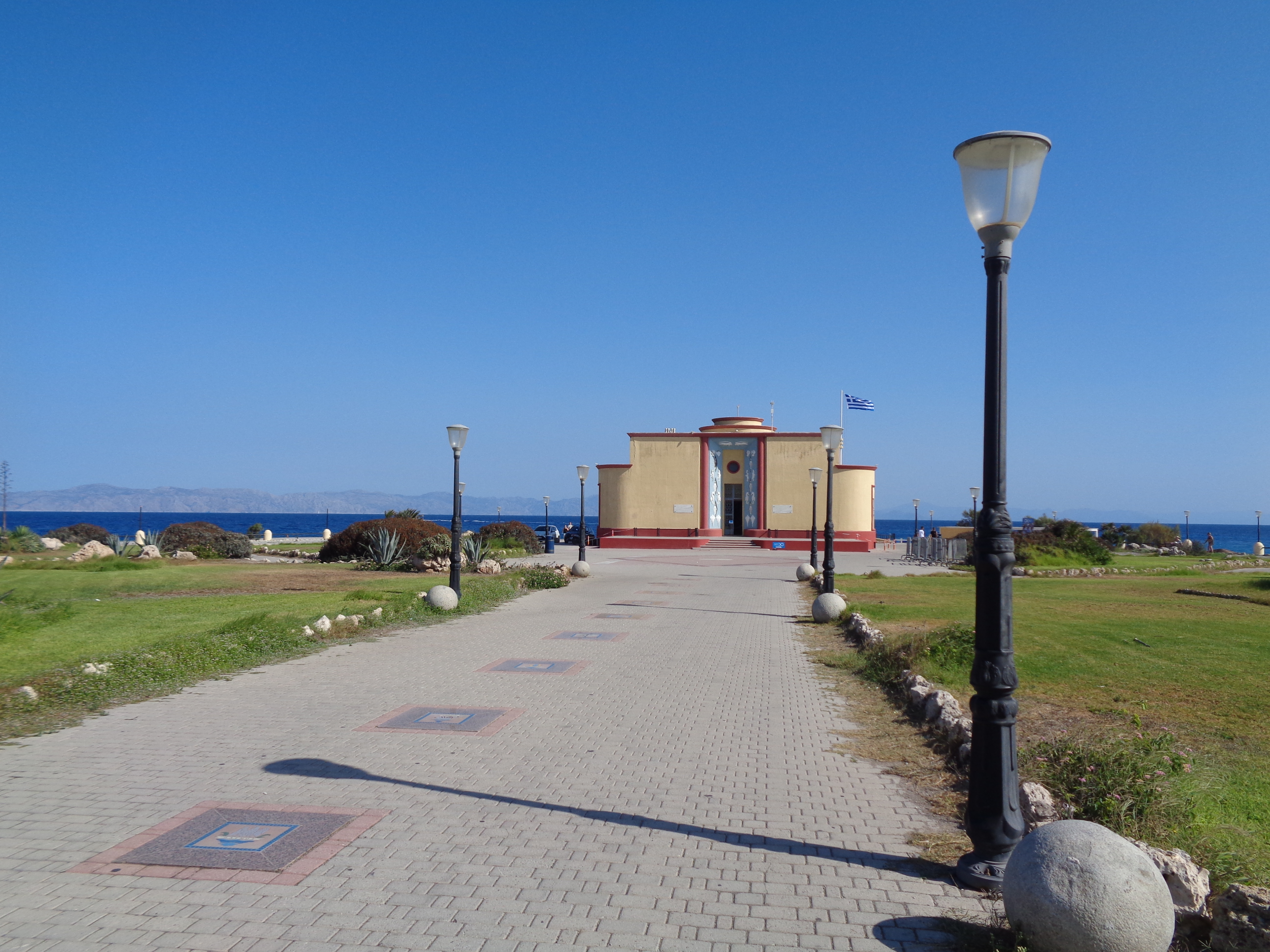
Aquarium de Rhodes
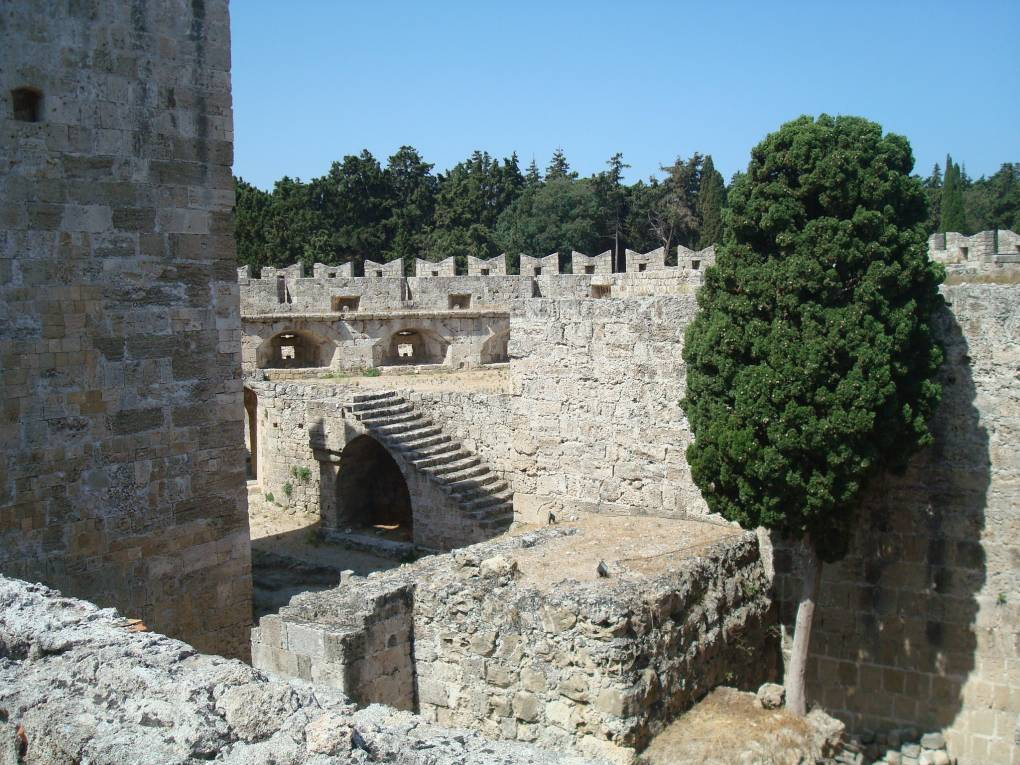
Remparts de la Citadelle
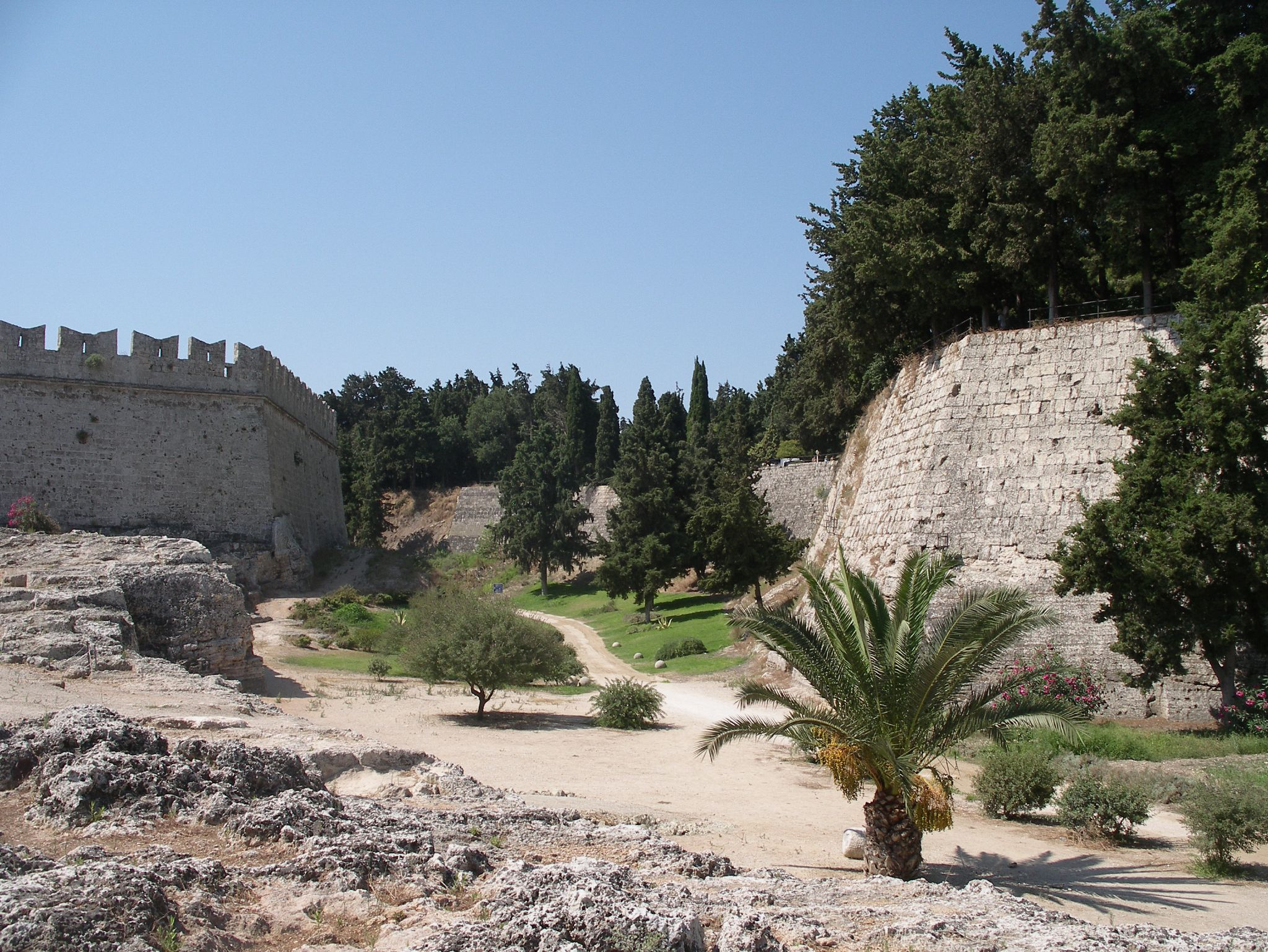
Fossés le long des remparts
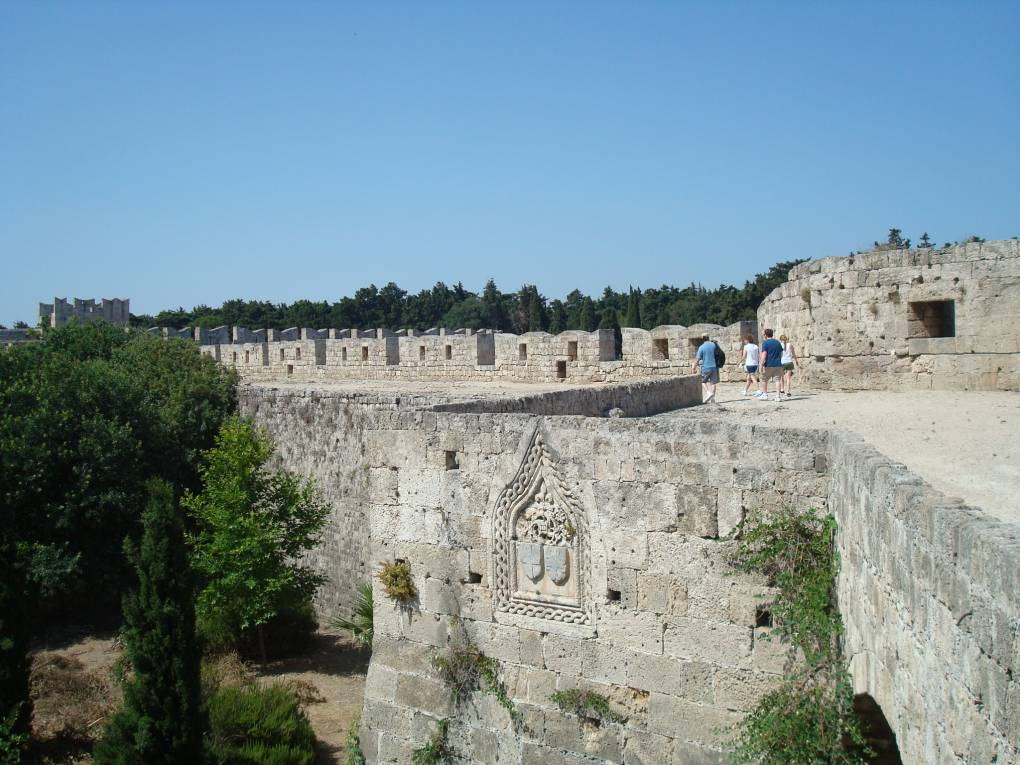
Chemin de ronde sur les remparts

## Les œuvres publiques et l'architecture de la période italienne
Durant l'occupation italienne de 1912 à 1943, reconnue au niveau international par le traité de Lausanne (1923), débuta la construction de nombreuses œuvres publiques et privées, et on procéda aussi à restaurer de nombreux monuments.
Les œuvres publiques principales réalisées furent :
- la reconstruction du Palais des grands maîtres qui avait été détruit pendant la période ottomane par l’explosion d’une poudrière ;
- le palais du Gouvernement, 1926-1927 - arch. Florestano Di Fausto, aujourd’hui Préfecture ;
- La Grande Auberge des Roses, 1925-1927, aujourd’hui casino ;
- L’Hôtel de Ville de Rhodes ;
- Le Théâtre National, 1937 (architecte inconnu) ;
- la cathédrale de l'Annonciation, construite sur les ruines de l’église des Chevaliers de Saint-Jean ;
- Le Palais de Justice, aujourd’hui la Capitainerie du port, par Florestano Di Fausto et Rodolfo Petracco ;
- Le Palais des Postes, toujours de Florestano Di Fausto ;
- La nouvelle Agora, un nouveau marché en face du port de Mandraki ;
- Le palais Actéon, ancien « Mess des officiers italiens » (1925) ;
- L'aquarium d'Armando Bernabiti (en) ;
- La cathédrale Saint-François d'Assise ;
- La Banque de Grèce, jadis Banque d'Italie.

En architecture, deux phases de constructions italiennes se succédèrent à Rhodes : la première sous la direction de Mario Lago, jusqu'en 1936, et la seconde sous la direction de Cesare Maria De Vecchi, jusqu’aux débuts de la Seconde Guerre mondiale. Celles de la première période furent plus éclectiques, comme en témoignant les édifices projetés par l'architecte Florestano Di Fausto. Les effets sont des plus disparates, du néo-renaissance du Palais des Postes (un des premiers édifices publics), à l'arabesque de la tradition locale avec la nouvelle Agora, en passant par le style vénitien du palais du Gouvernement, qui rappelle le palais des Doges de Venise ou, enfin, par l’Art déco de l'hôtel des Roses. Dans la seconde période, prédomine le style néo-classique simplifié, typique de Marcello Piacentini et cher au régime fasciste italien pour ses effets bombastiques. De cette seconde période datent aussi quelques témoignages du rationalisme italien dans des édifices mineurs, comme la cathédrale Saint-François-d'Assise ou un mélange de rationalisme et néoclassicisme comme le Théâtre National ou l'Aquarium.

## Art
Dans la période des chevaliers de Rhodes (XIVe – XVIe siècles) et en particulier au temps du grand maître Pierre d'Aubusson, Rhodes s’enrichit de splendides édifices de style gothique tardif.
Sur le Collachio, le noyau de la ville fortifiée regroupé autour de la citadelle classique, surgissent les constructions plus intéressantes et les diverses Auberges des Langues, résidences officielles des représentants des diverses nations. Dans les murs se trouve le vieux quartier turc. Enfin, les fouilles archéologiques ont permis de trouver les temples d'Athéna et de Zeus sur l'acropole, ainsi que l’antique stade, l'Odéon, le Gymnase et le temple d’Apollon.

## Jumelages
| Ville | Ville            | Pays | Pays       | Période     |
| ----- | ---------------- | ---- | ---------- | ----------- |
|       | cité de Perth    |      | Australie  | depuis 1984 |
|       | Conches-en-Ouche |      | France     |             |
|       | Gotland          |      | Suède      |             |
|       | La Valette       |      | Malte      |             |
|       | Majorque         |      | Espagne    |             |
|       | New Braunfels    |      | États-Unis |             |
|       | Pise             |      | Italie     |             |
|       | Puebla           |      | Mexique    |             |
|       | Rhode Island     |      | États-Unis |             |
|       | Roses            |      | Espagne    |             |
|       | Visby            |      | Suède      |             |
|       | Yalta            |      | Ukraine    |             |
|       | Ávila            |      | Espagne    |             |